# Wyżni Czarny Karb
Wyżni Czarny Karb (słow. Vyšný Čierny zárez) – niewybitna przełęcz w północno-zachodniej grani Czarnego Szczytu w słowackiej części Tatr Wysokich, będącej fragmentem grani głównej Tatr Wysokich. Siodło oddziela od siebie kopułę szczytową Czarnego Szczytu na południowym wschodzie od Czarnego Grzebienia na północnym zachodzie i znajduje się tuż pod wierzchołkiem masywu.
W południowo-zachodnich stokach grani znajduje się Mały Szymkowy Żleb, opadający spod Papirusowej Przełączki w kierunku Czarnego Bańdziocha – górnego piętra Doliny Czarnej Jaworowej. Po stronie północno-wschodniej stoki zbiegają do Danielowych Pól w Dolinie Jastrzębiej. Po stronie Doliny Czarnej Jaworowej w ścianach poniżej Wyżniego Czarnego Karbu położony jest Wyżni Szymkowy Ogród – piarżysty, skośny taras. Do Danielowego Cmentarzyska w Dolinie Jastrzębiej zbiega natomiast z przełęczy stroma rynna.
Na Wyżni Czarny Karb nie prowadzą żadne szlaki turystyczne. Najdogodniejsze drogi dla taterników wiodą na przełęcz od Przełęczy Stolarczyka górnym trawersem po stronie Małego Szymkowego Żlebu, z Czarnego Bańdziocha oraz z Doliny Dzikiej przez Wyżnią Czarną Galerię w Czarnym Grzbiecie.
Pierwsze wejścia:
- letnie – Alfred Martin i przewodnik Johann Franz senior, 16 lipca 1907 r., przy przejściu granią,
- zimowe – Adam Karpiński i Konstanty Narkiewicz-Jodko, 4 kwietnia 1928 r., przy przejściu granią[2].